# Commanderie de Perpignan
 (novembre 2020).
Si vous disposez d'ouvrages ou d'articles de référence ou si vous connaissez des sites web de qualité traitant du thème abordé ici, merci de compléter l'article en donnant les références utiles à sa vérifiabilité et en les liant à la section « Notes et références ».
La commanderie de Perpignan était la commanderie urbaine la plus importante de l'Ordre du Temple dans le nord de la Catalogne, et la commanderie principale du Mas Deu qui partageait avec lui la capitale du Temple de Roussillon. Comme dans presque toutes les capitales de Catalogne, l'Ordre du Temple avait un ordre dans la capitale du Roussillon. C'est-à-dire un ordre urbain où, comme à Barcelone, l'ordre développait des activités marchandes et des politiques propres de la ville, alors que celui du Mas Deu se consacrait essentiellement à l'exploitation agricole et à l'administration territoriale.

## Histoire

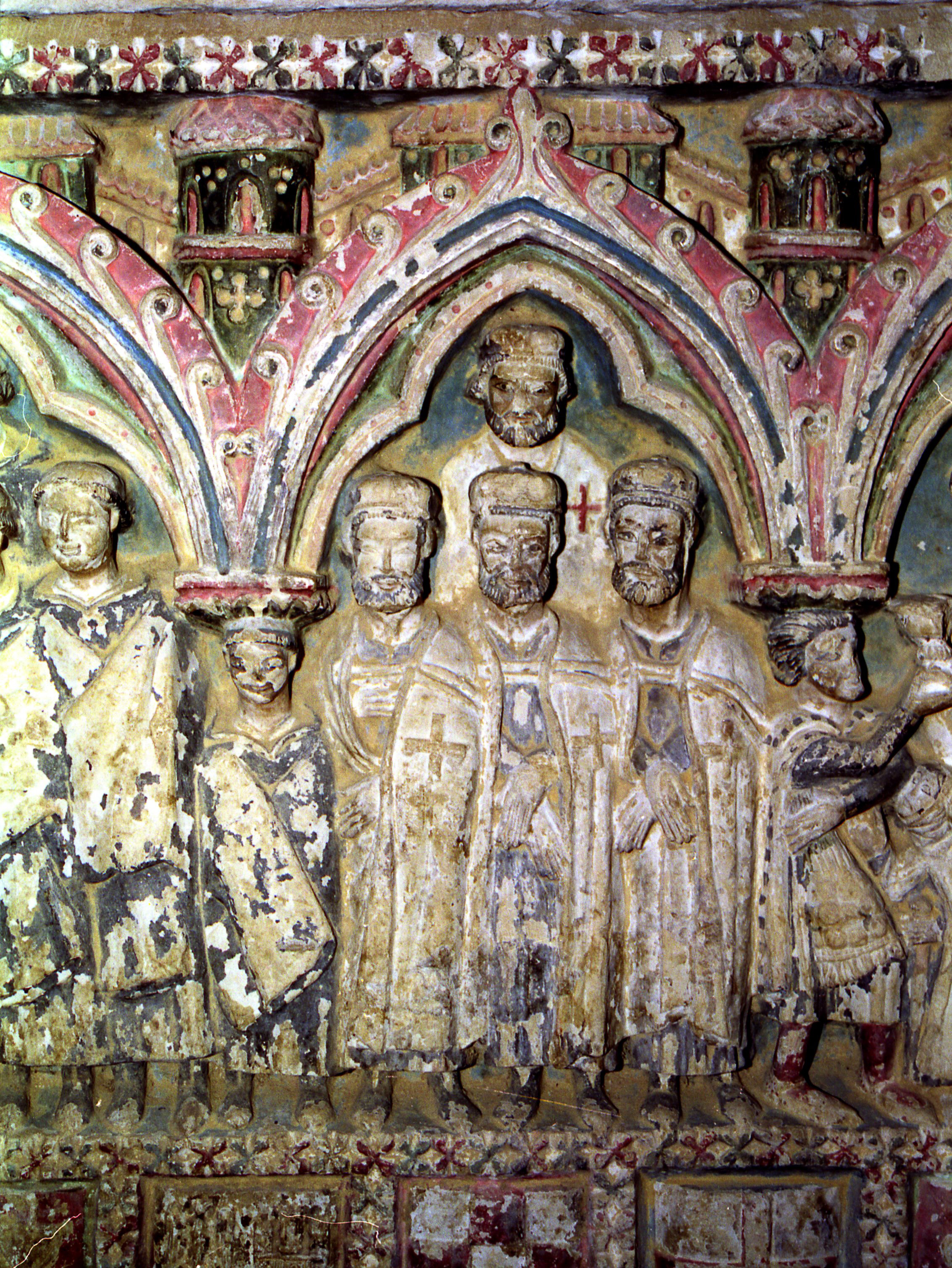
Groupe de chevaliers du temple.

Bien qu'un commandant templier de Perpignan ne soit documenté qu'en 1209, il commença bientôt à recevoir des propriétés dans la ville. Le patrimoine urbain du Temple de Perpignan a commencé à se former en 1139 avec la donation de propriété faite par Guillem Gairard et son frère. Dès lors, l'ordre déploie sa stratégie sur les familles notables de la commune afin d'obtenir d'autres dons (immobiliers ou économiques) afin d'installer une maison ou une commande dans la ville. Ils ont immédiatement reçu d'autres avantages de la part des comtes et de différents membres de l'oligarchie urbaine (de Ramon Esteve, Pere Ermengol, Bernat de Rennes, entre autres). C'est ainsi que petit à petit, le Temple est devenu une partie du tissu urbain. 
La direction de cet important ordre de Perpignan était confiée à des administrateurs expérimentés, dont la plupart étaient promus sergents moines travaillant au commanderie du Mas Deu. C'étaient les deux derniers commandants de Perpignan, le Père de Camprodon et Jaume d'Ollers, auxquels le roi de Majorque confia la charge d'administrer son patrimoine avec le titre de procurator regis, qui devint une sorte de ministre de Trésorerie. A Perpignan, comme partout, le Temple a cherché à participer à toutes sortes d'entreprises qui procuraient des avantages. Les principaux forums: moulins, poids et mesures, fours, légumes et viande, cuir, chiffons...

### Les moulins
Comme dans d'autres commandements catalans, l'attention des Templiers de Perpignan est dirigée vers le contrôle des moulins à proximité de la ville, car l'exploitation de ces gins, principalement des aubes, leur apporterait des revenus importants, car le quartier avait l'obligation d'apporter là pour moudre le grain. Dans ce but, en 1146, ils achetèrent, pour un montant insignifiant (probablement en remboursant une dette) au comte Gausfred III, deux moulins près de Saint-Jean, et un autre au même endroit, peu de temps après. Après ces premières acquisitions, d'autres sont documentées vers les années soixante-dix; en 1172, le comte Girard II cède ses moulins de Mailloles, à l'ouest de la ville, et plus tard, déjà dans la seconde moitié du XIIIe siècle, 1262, lorsque l'expansion urbaine de la ville atteint la bande de Saint-François, le roi Jacques Ier leur accorda le pouvoir perpétuel d'utiliser l'eau qui passait par le canal près de leurs écuries et de leurs vergers; une concession qui finirait par leur poser plus d'un problème. 